# アジア横断鉄道

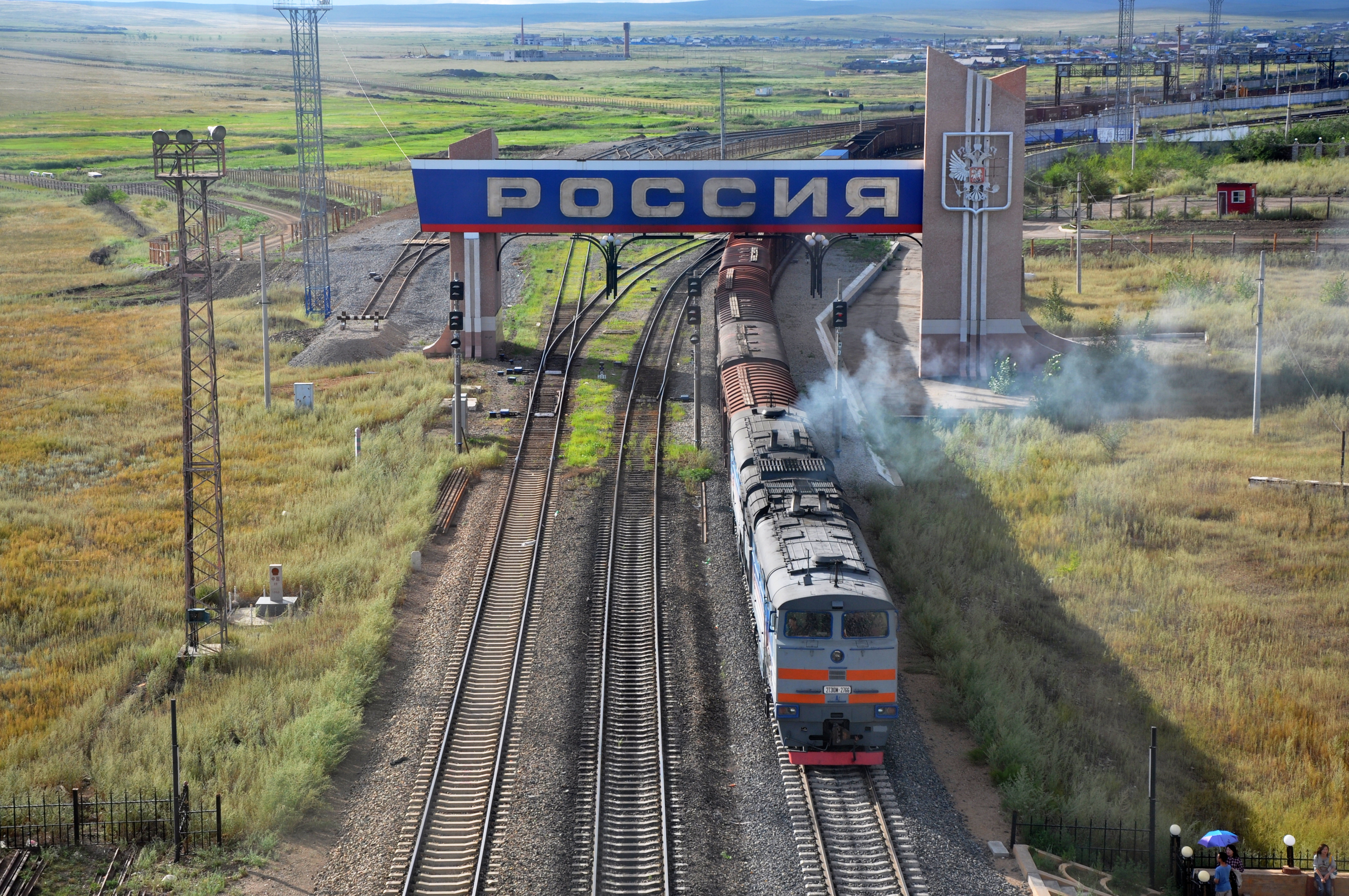
中露国境を越えてザバイカリスクから満洲里へ向かう国際貨物列車

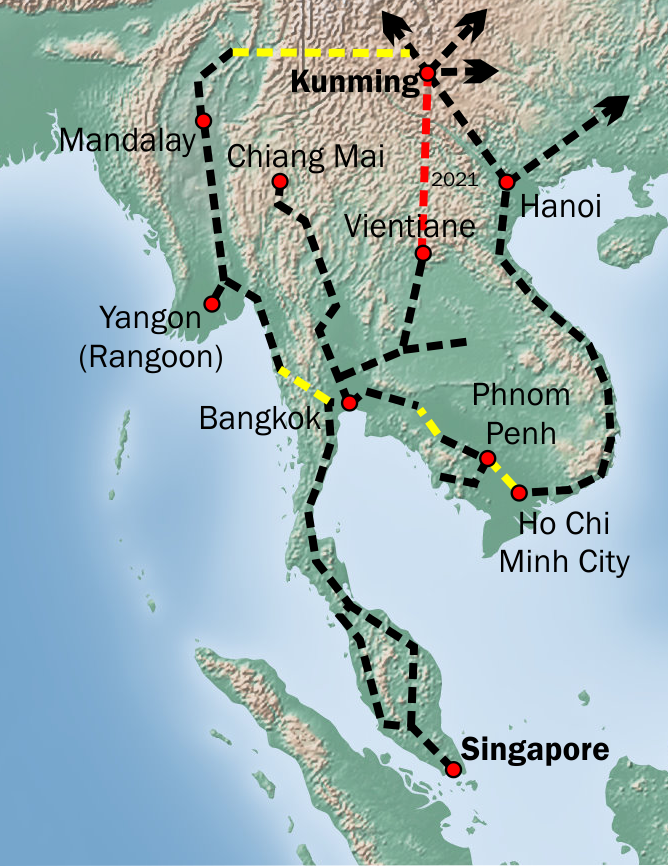
東南アジア大陸部における鉄道網の整備計画図（2012年時点）
黒線：既存の鉄道路線
黄色線：計画中の鉄道路線

アジア横断鉄道（アジアおうだんてつどう、英: Trans-Asian Railway, TAR）は、国際連合・アジア太平洋経済社会委員会 (ESCAP) が提唱している鉄道路線網である。アジア諸国の相互間、またはアジアとヨーロッパの物流を鉄道で接続することを目的としており、沿線国は29か国（後述）、路線の総延長は81,000 kmに及ぶ。
アジア諸国間やアジアとヨーロッパを跨ぐ貨物の輸送時間や輸送費用の削減を期待して計画されており、主にコンテナ車からなる貨物列車の運行を想定している。また、内陸国から港への接続路を確保して地域の経済発展を支えることも計画の目的の一つである。ただし、西アジアのアラブ諸国は国連西アジア経済社会委員会 (ESCWA) が管轄しているため、ESCAPが主唱するアジア横断鉄道の路線網には含まれていない。
計画には国際鉄道連合 (UIC) と鉄道国際協力機構（OSShD）が協力しており、ESCAPはできるだけ各国の既存の鉄道路線を利用し、国境部分でそれらを接続することで路線網を実現しようとしている。

## 課題
アジア横断鉄道計画の障害の一つが軌間の違いである。
横断鉄道の沿線諸国では主に4つの異なった軌間が使用されている。ヨーロッパの大部分とトルコ、イラン、中国、朝鮮半島では1,435 mm（標準軌）、ロシア等のCIS諸国とモンゴルでは1,520 mm（広軌）、南アジアでは1,676 mm（広軌）、東南アジアでは1,000 mm（メーターゲージ）である。横断鉄道計画では既存路線の改軌はほとんど行なわず、輸送コンテナの積み替えを機械化することで対応している。

## 参加国
ESCAPが公表した「アジア横断鉄道ネットワーク図」（2016年版）によると、アジア横断鉄道が国内を通る国は29か国に及ぶ。ただし、各国が鉄道ネットワークの拡張・改良・運用について議論・企画立案できる枠組みとしてESCAPは2006年に「アジア横断鉄道ネットワークに関する政府間協定」 (Intergovernmental Agreement on the Trans-Asian Railway Network) を採択したが、一部の国は政府間協定に参加していない。
2018年時点で、政府間協定への参加状況は下記の通りである。
政府間協定に参加している国：24か国
1. アゼルバイジャン
2. アルメニア
3. イラン
4. インド
5. インドネシア
6. ウズベキスタン
7. カザフスタン
8. カンボジア
9. ジョージア（グルジア）
10. スリランカ
11. タイ
12. 大韓民国
13. タジキスタン
14. 中国
15. 朝鮮民主主義人民共和国
16. ネパール
17. トルクメニスタン
18. トルコ
19. パキスタン
20. バングラデシュ
21. ベトナム
22. モンゴル
23. ラオス
24. ロシア

政府間協定に参加していない国：5か国
1. アフガニスタン
2. キルギス
3. シンガポール
4. マレーシア
5. ミャンマー

なお、アジアのESCAP加盟国のうち、日本、フィリピン、ブルネイにはネットワークの対象となる鉄道路線が無く、東ティモール、ブータン、モルディブには鉄道自体が存在しない。

## 沿革
1960年、ESCAPの前身の国連アジア極東経済委員会 (ECAFE) はイスタンブールとシンガポールを南アジア経由で結ぶ総延長14,000 kmの鉄道路線の計画を発表した。これがアジア横断鉄道計画の起源である。1976年のESCAPの会合では計画は港と内陸部の接続なども視野に入れたものに改められた。とはいえ、1960年代から80年代にかけては冷戦や沿線諸国の地域紛争などにより、路線の接続はほとんど進まなかった。
1980年代末以降、国際情勢の改善やアジア諸国の経済発展により、横断鉄道の計画が再び注目を浴びるようになった。 ESCAPは1994年から2001年にかけて4つの回廊について調査・研究を行ない、2003年から2004年にかけて数回にわたり国際コンテナ列車の試運転を行なった。
2014年以降、一帯一路構想を掲げる中国が欧亜間の鉄道輸送網の整備に積極的となっており、東南アジアを始めとする各地でインフラ整備が進んでいる。

## 回廊
2001年までに以下の4つの回廊について、経路の選定、需要や所要時間・輸送コストの評価、問題点の指摘などの調査・研究が行なわれた。

### 北部回廊
北部回廊 (Northern corridor, TAR-NC) は主にシベリア鉄道を利用して東アジアとヨーロッパを結ぶ。ほとんどの部分がすでに実用化されている。アジア部分での沿線国は大韓民国（韓国）、朝鮮民主主義人民共和国（北朝鮮）、中華人民共和国（中国）、モンゴル、カザフスタン、ロシア。東側では中国や東南アジアの鉄道網と接続するほか、海路で日本などとも結ばれる。西方ではヨーロッパの鉄道網と接続する。また国際鉄道連合などの案では、ノルウェーのナルヴィクから海路で北アメリカ東海岸と結ぶものもある（北部東西貨物回廊）。
具体的な経路として以下の5つがある。なおESCAPの研究では、路線の西端をドイツのベルリンとして時間や費用の評価を行なっている。

#### 経路i

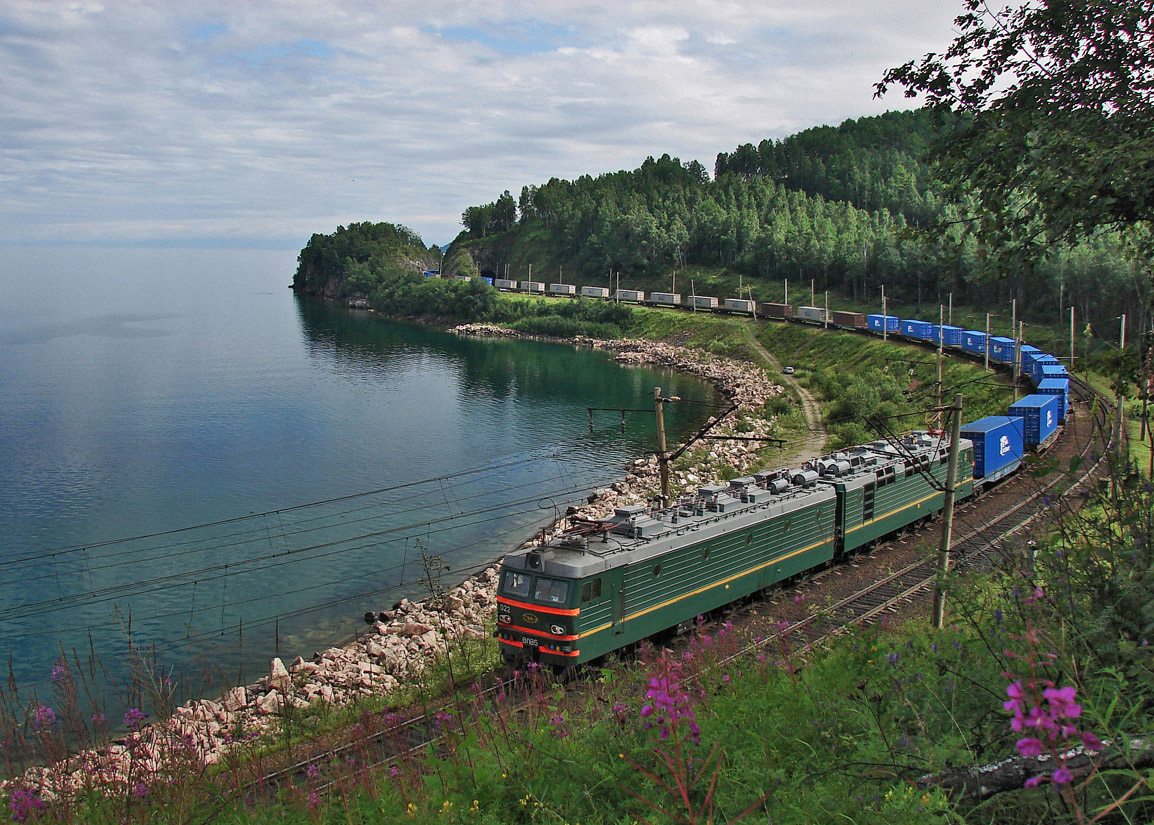
スリュジャンカ近隣のバイカル湖湖畔を走るシベリア鉄道の貨物列車

ロシア沿海地方のナホトカ湾内にあるコンテナ港ヴォーストチヌイを起点とし、シベリア鉄道を経てベラルーシ、ポーランド領内を通ってベルリンに至る。総延長は約11,600 km。「シベリア・ランドブリッジ」とも呼ばれる。
すでに全線開業済みで、電化・複線化されている。国境は3か所あり、ベラルーシ・ポーランド国境で軌間が変わる。
なお、同経路にはエカテリンブルクで経路ii、ウラン・ウデで経路iii、カルィムスコエで経路iv-a、ウスリースクでiv-bが合流している。

#### 経路ii

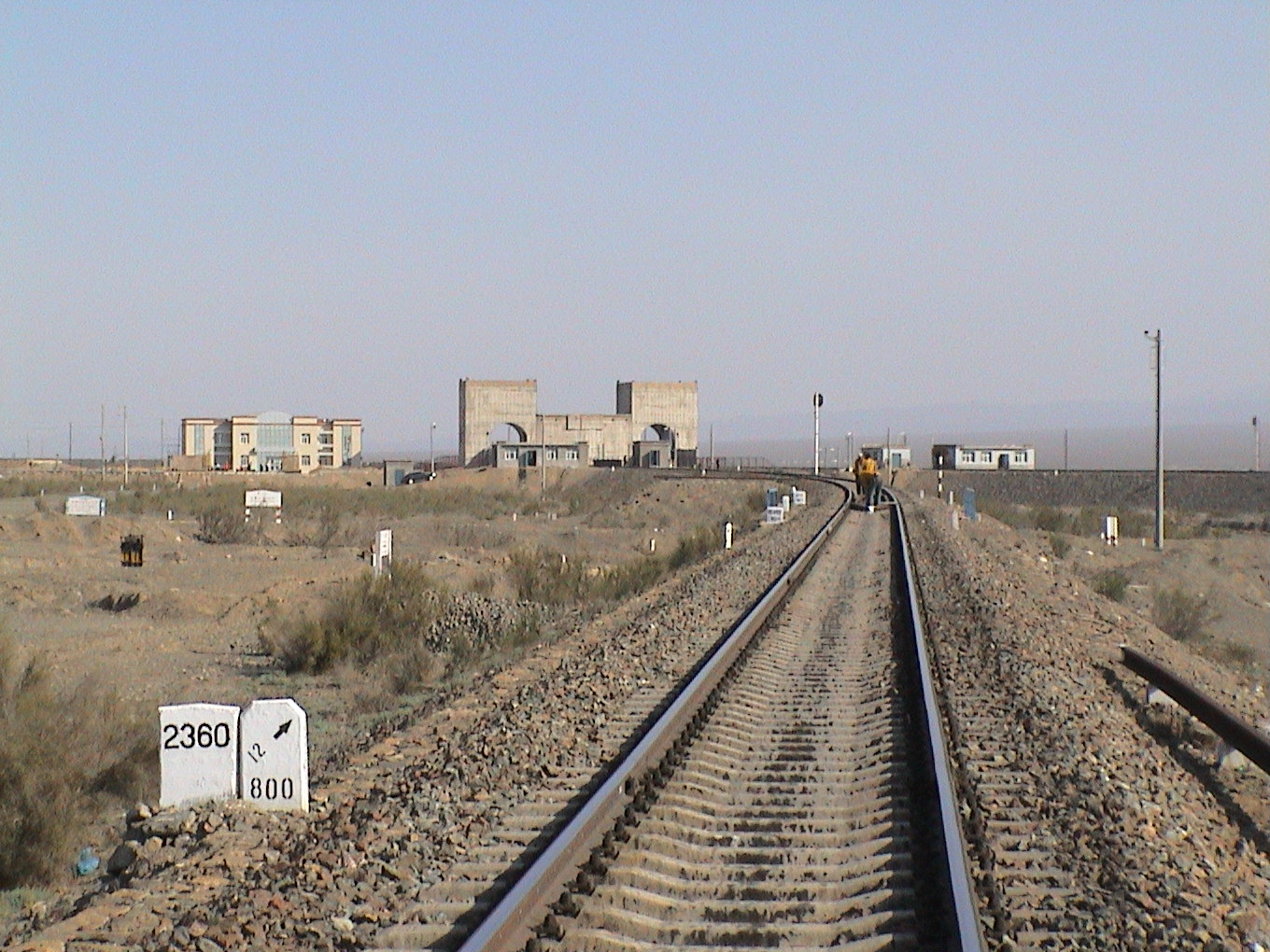
中国・カザフスタン国境

中国江蘇省の連雲港を起点に、隴海線で蘭州、蘭新線でウルムチ、北疆線で阿拉山口、精伊霍線でコルガスを経由し、カザフスタン領内を通ってエカテリンブルクで経路iに合流しベルリンに至る。総延長は10,200 km。新ユーラシア・ランドブリッジ、「ユーラシア横断鉄道」などとも呼ばれ、この場合は西端はオランダのロッテルダムとされる。またかつてのシルクロード（天山北路）に並行することから「鉄のシルクロード」、「シルクロード鉄道」などの通称もある。
中ソ友好でつくられ、1990年に完成、全線開業済み。国境は5か所あり、中国・カザフスタン国境とベラルーシ・ポーランド国境で軌間が変わる。

#### 経路iii

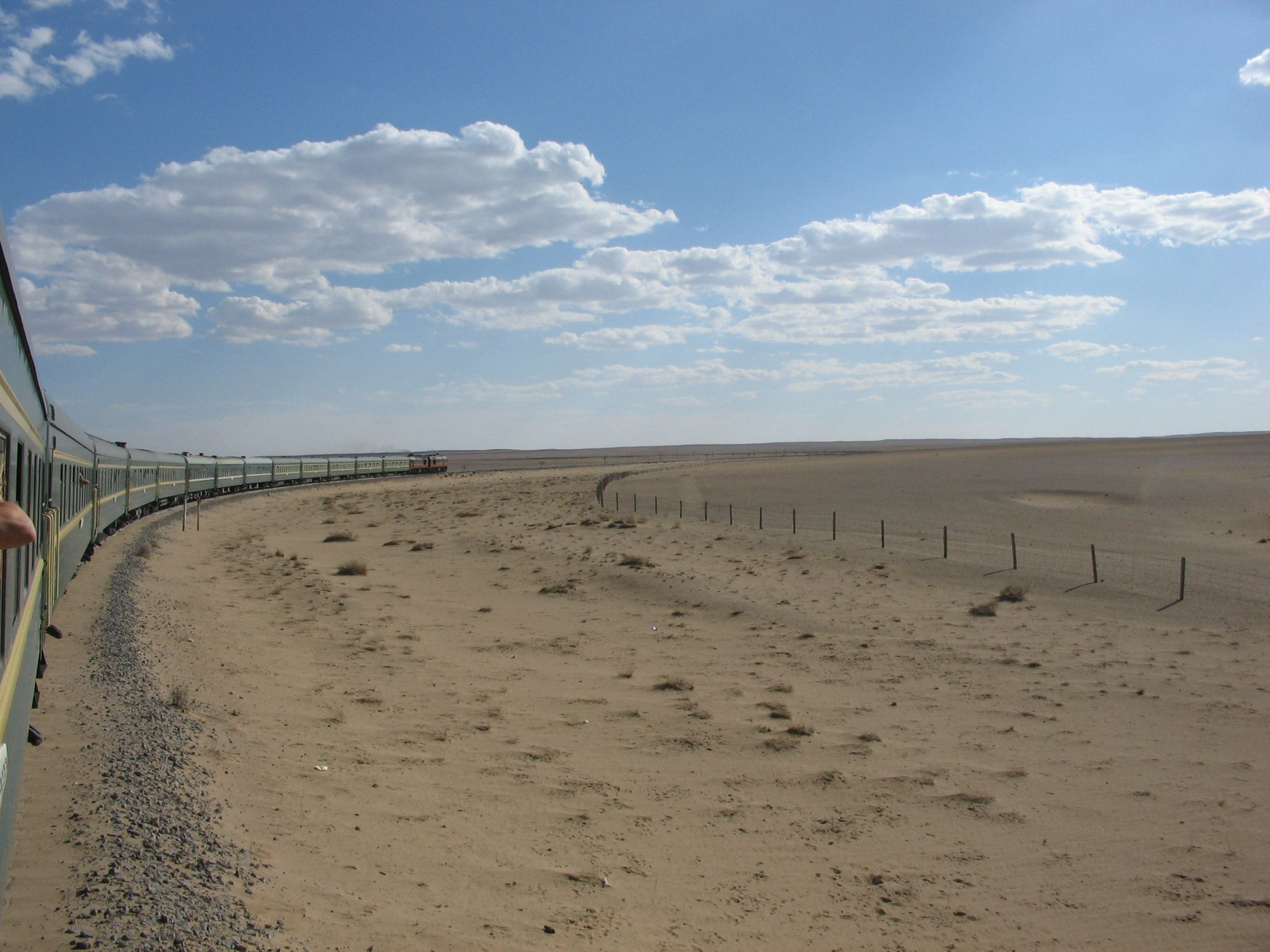
モンゴルのゴビ砂漠を行く列車

中国の天津を起点とし、北京から集二線によってウランバートル（モンゴル）を経由しウラン・ウデで経路iに合流しベルリンに至る。総延長は約9,500 km。
全線開業済み。国境は5か所あり、中国・モンゴル国境とベラルーシ・ポーランド国境で軌間が変わる。
なお、同経路には北京で経路iv-cが合流している。

#### 経路iv

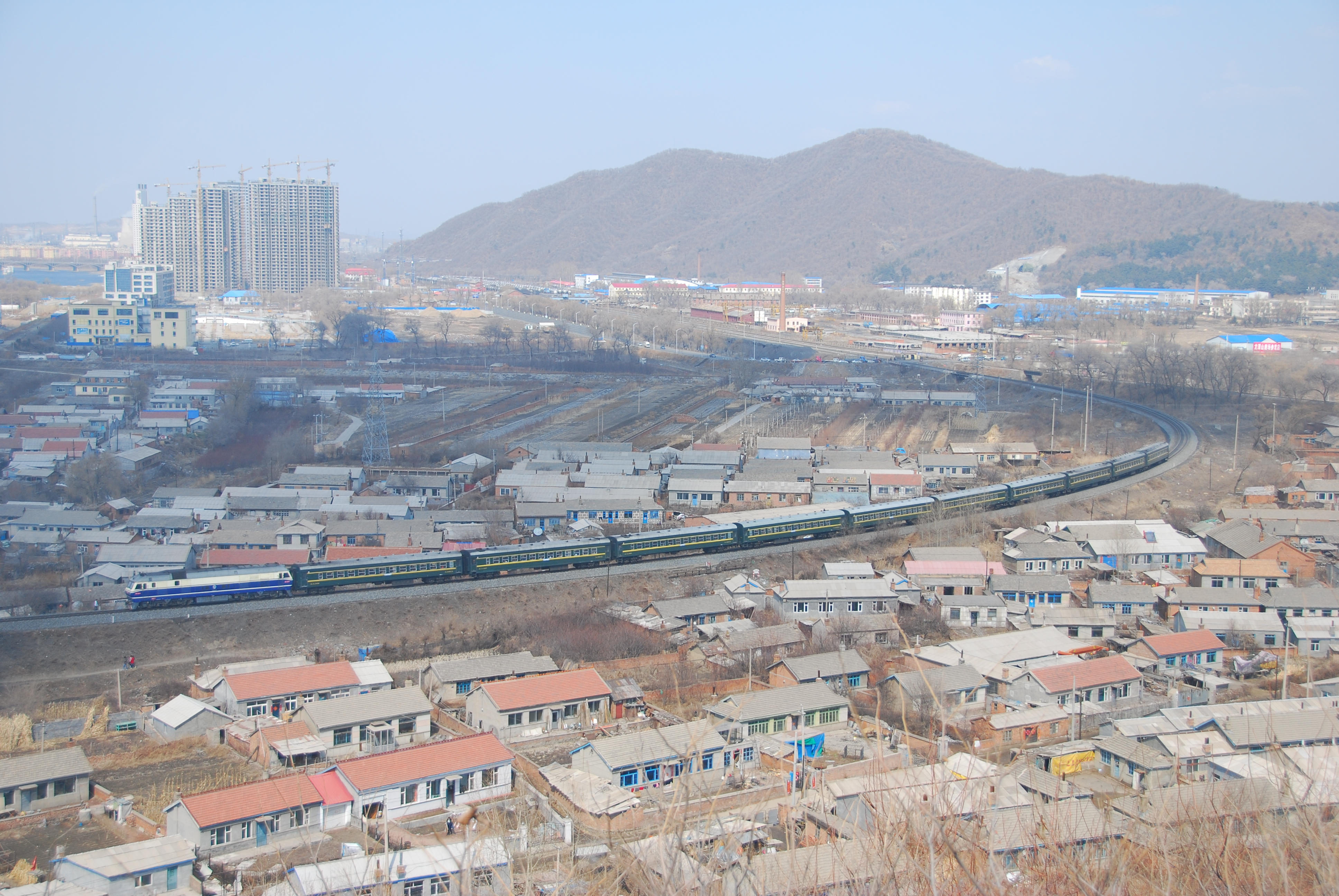
吉林市内を走る長図線の列車（iv-a）

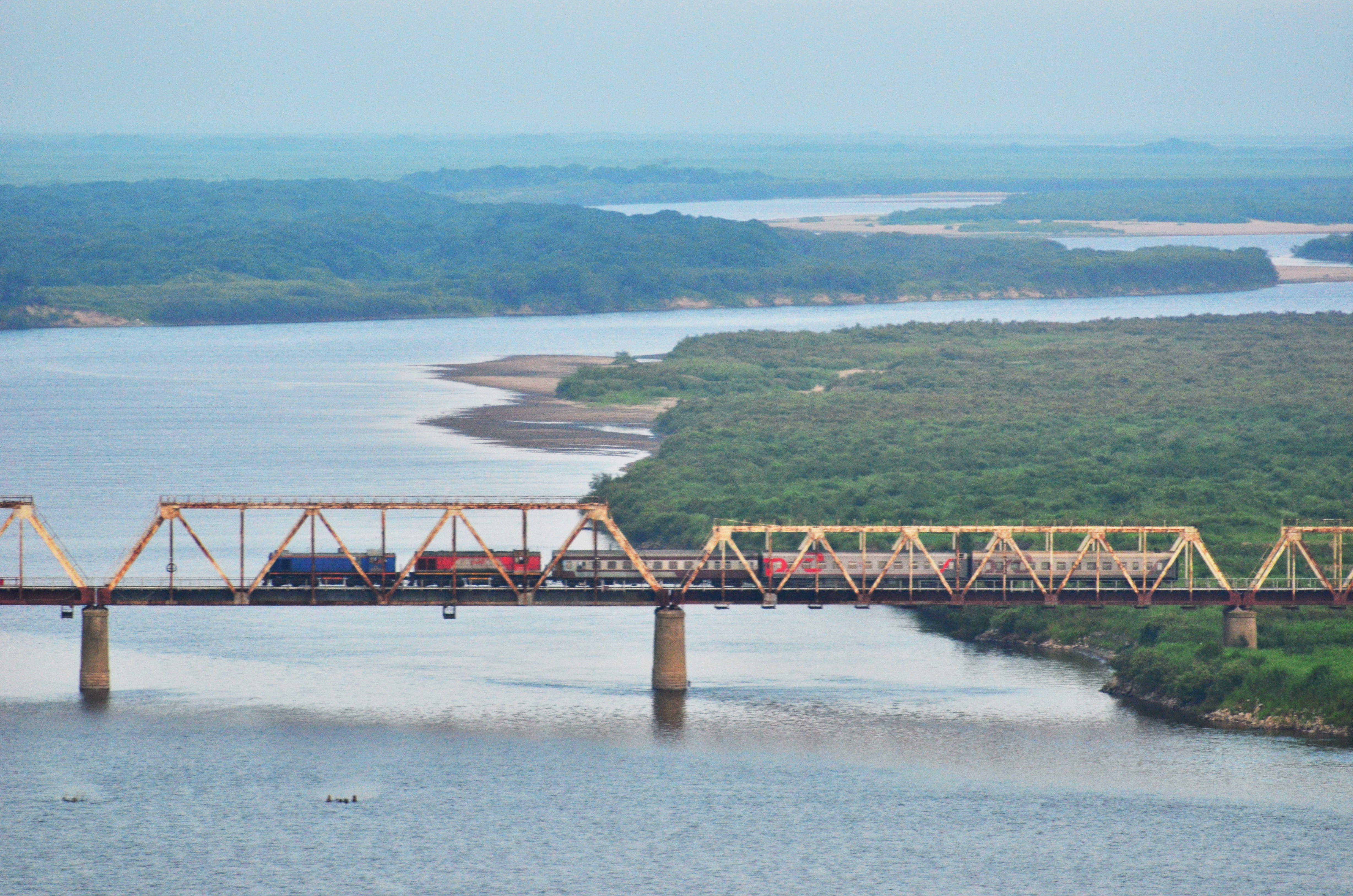
朝鮮・ロシア友情橋を渡る国際列車（経路iv-b）

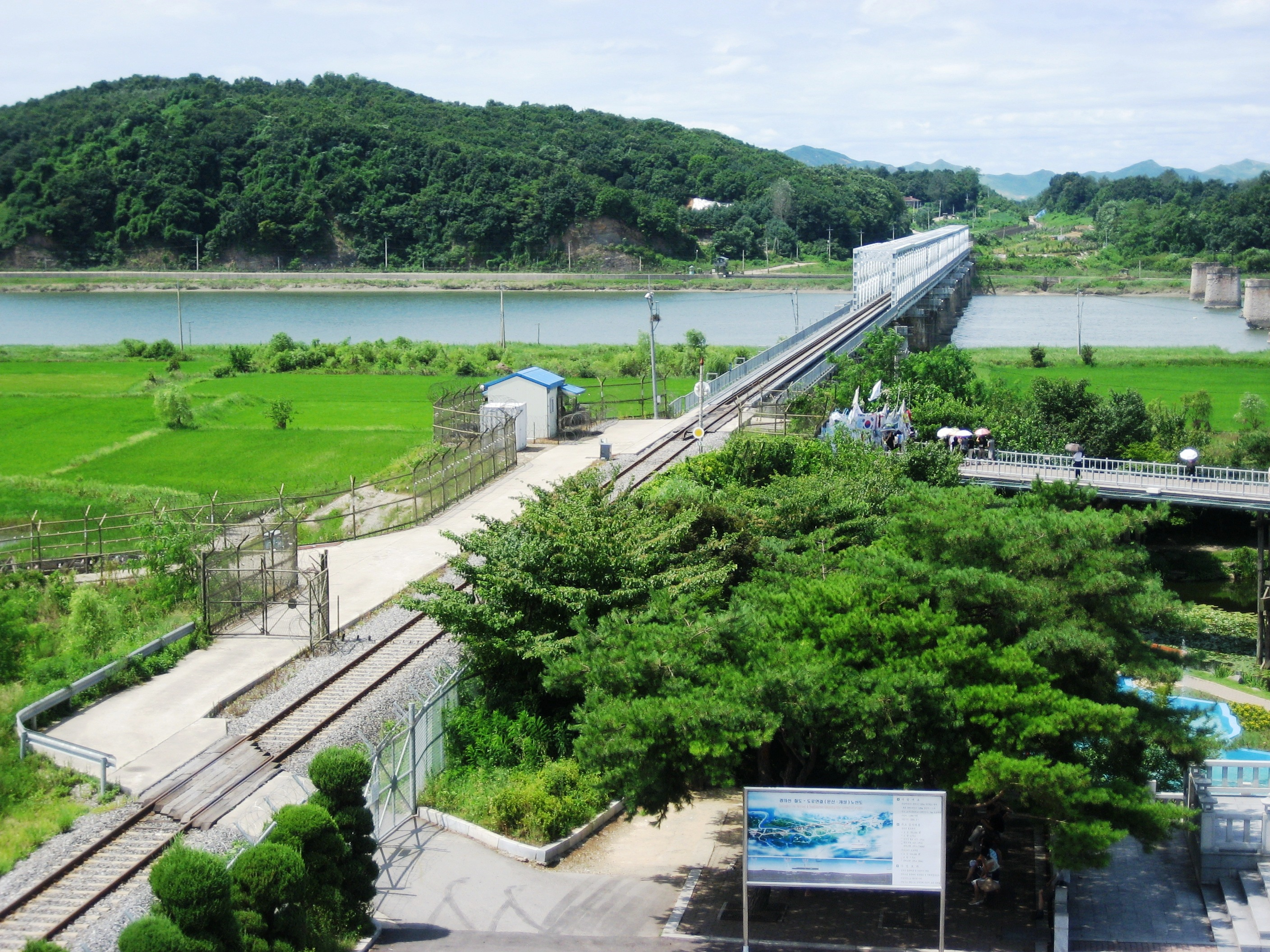
連結事業によって軍事境界線を跨ぐ区間が再建された京義線（iv-c）

韓国の釜山を起点としベルリンへ至る。途中の経路によりさらに以下の3つに細分される。
iv-a
韓国から京釜線・京元線を経て北朝鮮に入り、羅津先鋒自由貿易区を経由して咸鏡北道穏城郡の南陽で豆満江を渡って中国吉林省の図們に至る。そこからハルビン、満洲里などを経てチタ東方のカルィムスコエで経路iに合流する。総延長は10,950 km。
京元線のうち、南北朝鮮間の軍事境界線を挟む部分が分断状態にある。国境は5か所あり（軍事境界線を除く）、中国・ロシア国境とベラルーシ・ポーランド国境で軌間が変わる。
iv-b
韓国から東海線を経て北朝鮮に入り、羅津先鋒自由貿易区で豆満江河口近くの朝鮮・ロシア友情橋を渡ってロシアに入る。そこからハサンを経てウスリースクで経路iに合流する。総延長は12,350 km。
東海線の東海北部線区間、及び東海中部線区間が未開通である。国境は4か所あり（軍事境界線を除く）、朝鮮・ロシア国境とベラルーシ・ポーランド国境で軌間が変わる。
iv-c
韓国から京釜線・京義線を経て北朝鮮に入り、新義州で鴨緑江の中朝友誼橋を渡って中国に入る。そこから瀋陽を経て北京で経路iiiに合流する。総延長は11,250 km。
路線は全線開通済み。国境は6か所（軍事境界線を除く）あり、中国・ロシア国境とベラルーシ・ポーランド国境で軌間が変わる。

#### 経路v

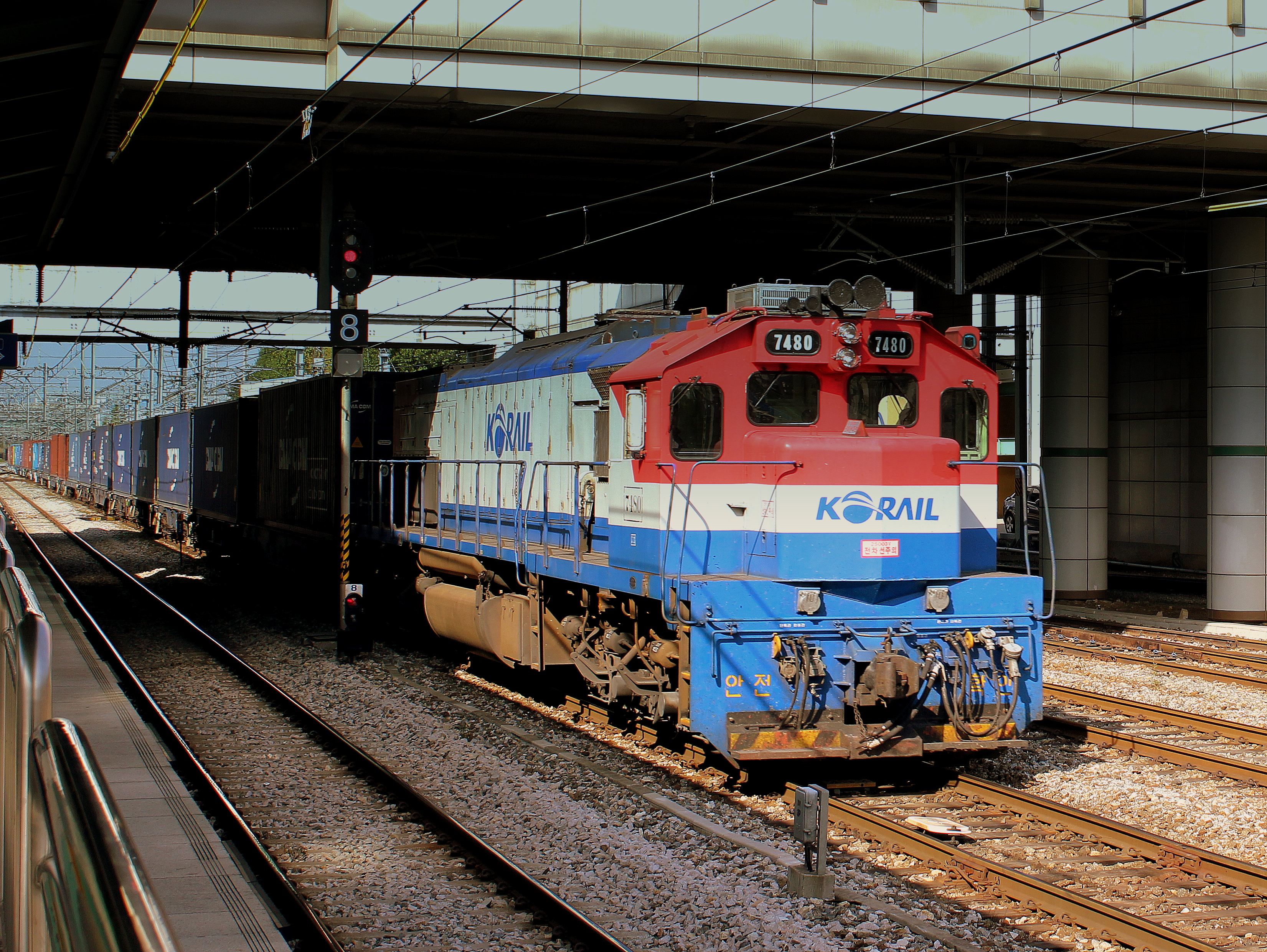
仁川駅構内を走るKORAILの貨物列車

軍事境界線を避け、韓国の港から海路で中国または北朝鮮、ロシアの港に至り、そこから上記のいずれかの経路に合流する。仁川または釜山から中国の天津・青島・連雲港・上海などに向かうルートと、釜山から北朝鮮の羅津またはロシアのボストチヌイ港に向かうルートがある。

### 南部回廊

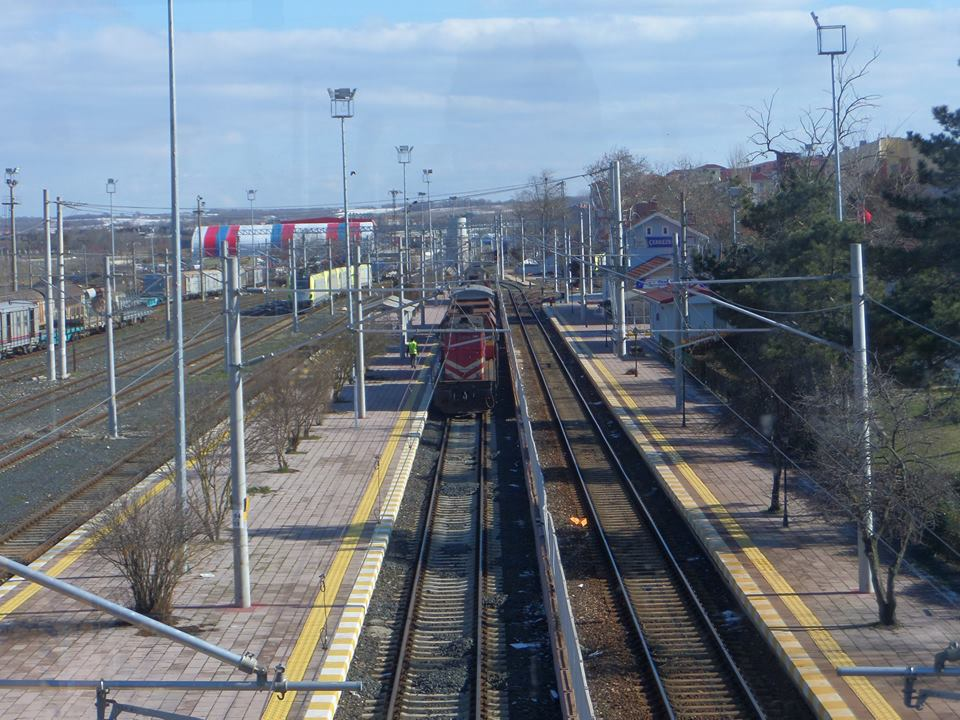
ブルガリアとの国境近くにあるトルコのチェルケズキョイ駅と貨物列車

南部回廊 (Southern Corridor, TAR-SC) は、タイまたは中国雲南省からミャンマー、バングラデシュ、インド、パキスタン、イラン、トルコを経てヨーロッパに至る路線、およびこれから分岐する支線網である。支線の一部はスリランカにある。西側でヨーロッパの鉄道網に接続し、東側では中国や東南アジアの鉄道網と、また途中で分岐して中央アジアと接続する。
具体的な経路として以下の3つがある。

#### TAR-S1

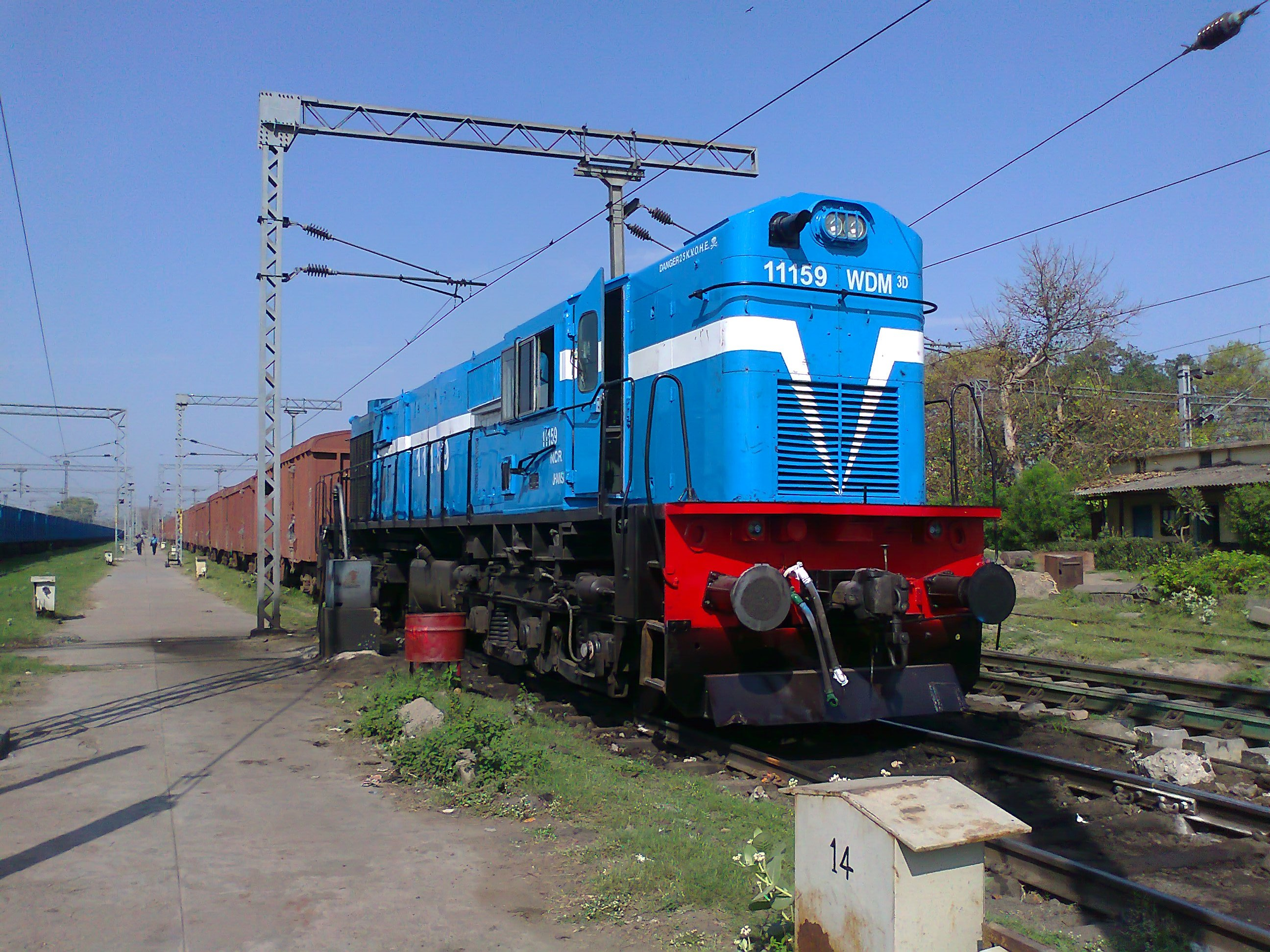
ウッタル・プラデーシュ州を走るインドの貨物列車

中国雲南省の昆明を起点に、マンダレー（ミャンマー）、ダッカ（バングラデシュ）、コルカタ、ニューデリー（以上はインド）、ラホール（パキスタン）、テヘラン（イラン）、アンカラ、イスタンブール（以上はトルコ）などを経由し、トルコ・ブルガリア国境に至る。うち、トルコ国内のヴァン湖は鉄道連絡船で渡る。総延長は11,705 km。
中国・ミャンマー国境、ミャンマー・インド国境、イラン東部に未開通部分があり、その距離は計1,820 kmである。インド領を2回通るため国境は7か所あり、中国・ミャンマー国境、バングラデシュ国内、パキスタン・イラン国境で軌間が変わる。
なお、同経路にはマンダレーで経路TAR-S2が合流している。
ESCAPでは昆明 - フランクフルト（ドイツ）間で時間やコストの評価を行なっており、その場合総延長は約13,000 kmとなる。

#### TAR-S2

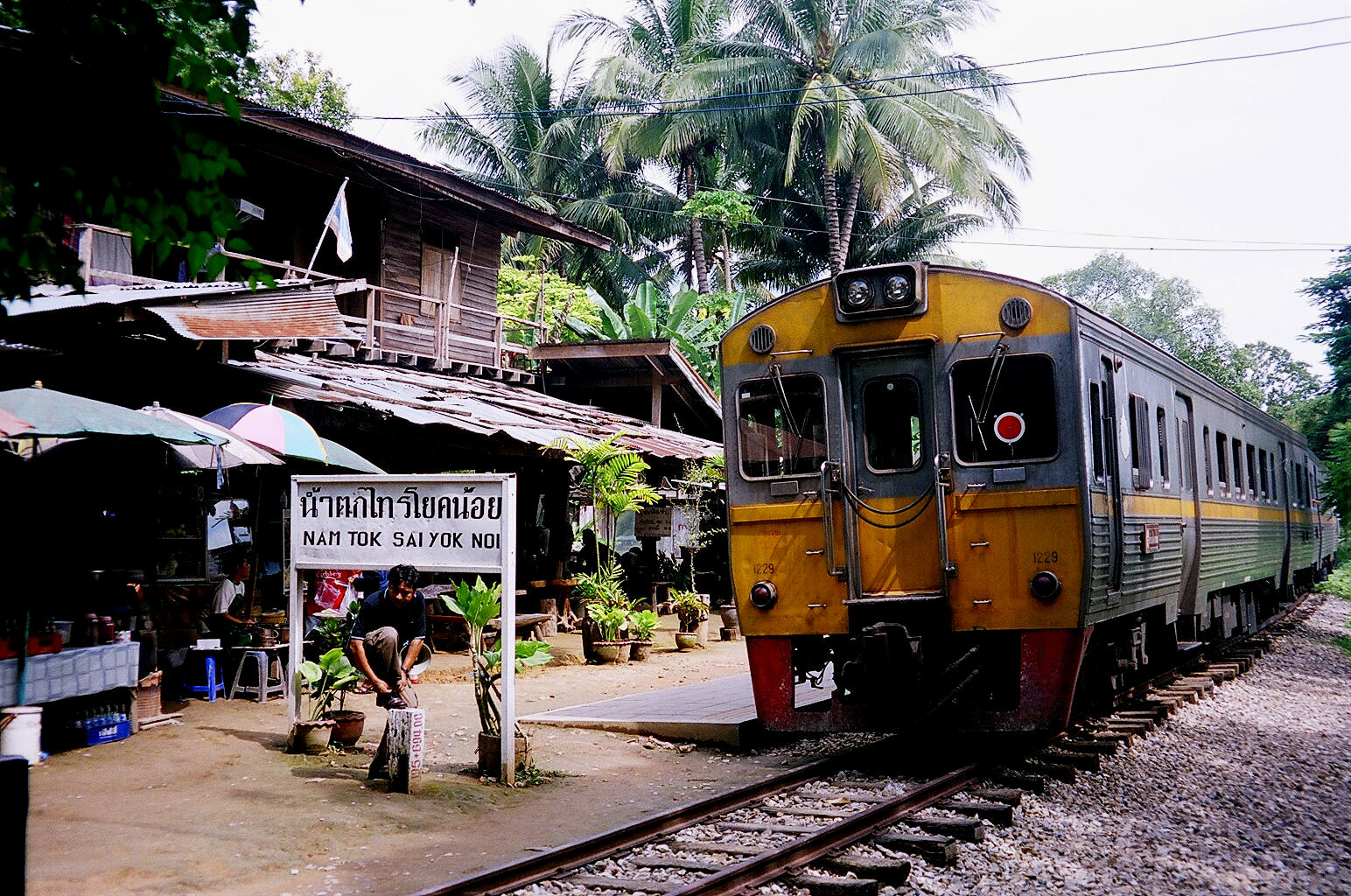
泰緬鉄道のタイ側現存区間の終点であるナムトック・サイヨークノーイ駅

タイのバンコクの北西210 kmにあるナムトック（泰緬鉄道タイ側現存区間の終点）を起点に、ミャンマーのヤンゴンの北75 kmにあるバゴーを経由し、マンダレーでTAR-S1と合流する。ナムトック - バゴー間では、かつての泰緬鉄道の経路を通る案とより南よりのダウェーを経由する案があり、ナムトック - マンダレー間の総延長は前者の場合1,078 km、後者の場合約1,200 kmである。両案とも、サルウィン川河口は鉄道連絡船で渡る。
泰緬鉄道の経路の場合は263 km、ダウェー経由の場合は150 kmの未開通区間がある。インド領を2回通るため国境は7か所あり、バングラデシュ国内、パキスタン・イラン国境で軌間が変わる。

#### TAR-S3
中央アジアの内陸国とヨーロッパ及び海港を結ぶ路線であり、イラン国内を通る。イラン・トルクメニスタン国境のサラフスからファリーマーン、テヘランを経てイラン・トルコ国境に至る経路と、ファリーマーンから南下してバーフグでTAR-S1と交差し、ホルムズ海峡北岸の港バンダレ・アッバースに至る経路からなる。
また、サラフス - ファリーマーン間は新線建設の代わりにテヘランを経由する案もある。
サラフス - ファリーマーン間に164 km、ファリーマーン - バークフ間に635 kmの未開通区間がある。

### ASEAN・インドシナ地域

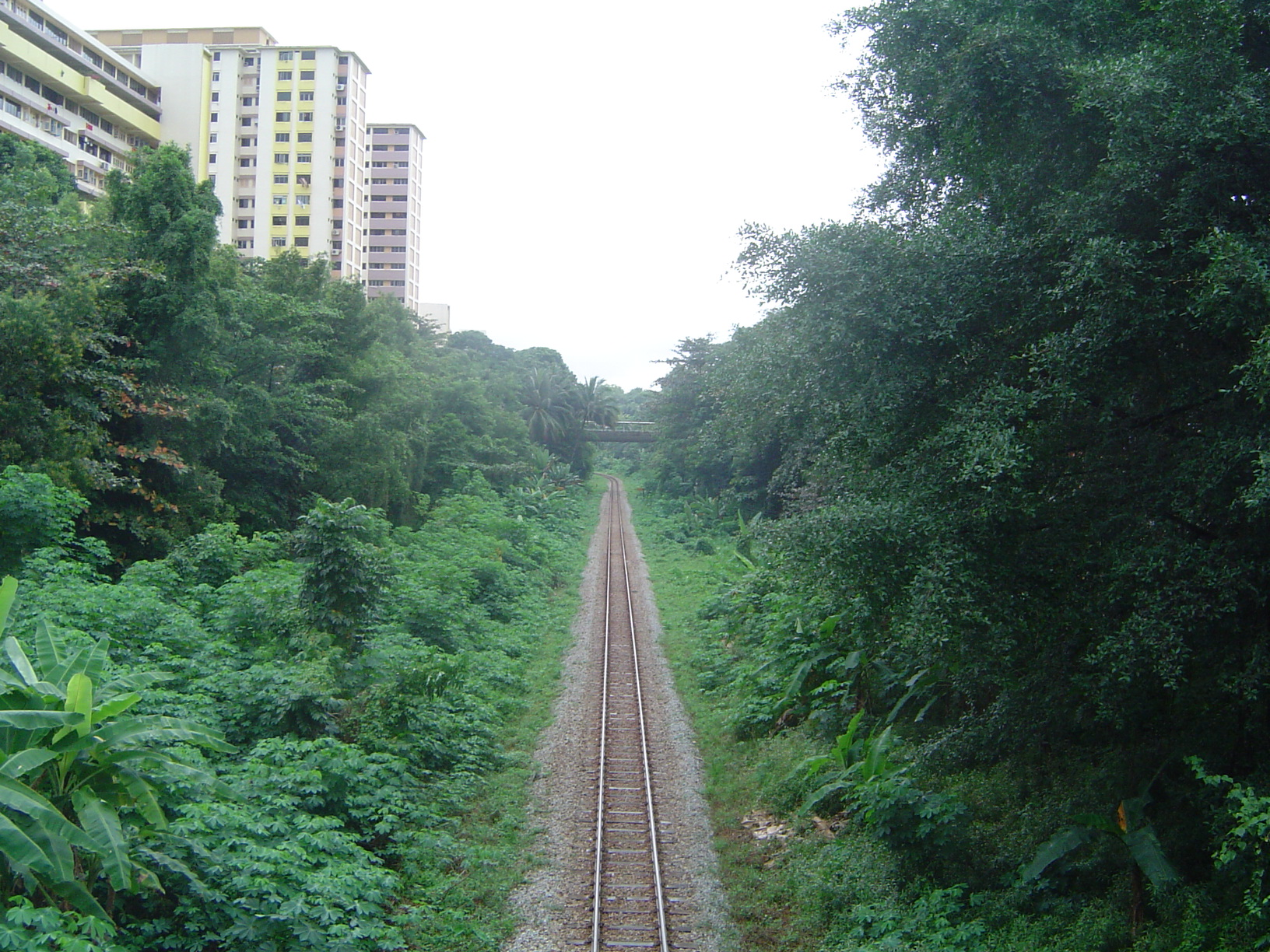
2011年に廃止されたシンガポール国内のマレー鉄道

東南アジア各国および中国雲南省を相互に接続する路線群であり、大陸部の鉄道は昆明・シンガポール鉄道とも呼ばれる。沿線国は中国、ベトナム、カンボジア、ラオス、タイ、ミャンマー、マレーシア（半島部分）、インドネシア（ジャワ島、スマトラ島）。
中国・ミャンマー国境、ベトナム・カンボジア国境、タイ・ラオス国境、タイ・ミャンマー国境などが主な未開通区間である。このうち、中国から南下する路線に関しては中国ラオス鉄道の建設が既に進行しており、ビエンチャン南駅の貨物積み替え設備工事が進行中。その一方で、既存の鉄道網のうち、シンガポール国内を通るマレー鉄道は路線の大部分が2011年に廃止されており、貨物ネットワークとして機能しなくなっている。

### 南北回廊

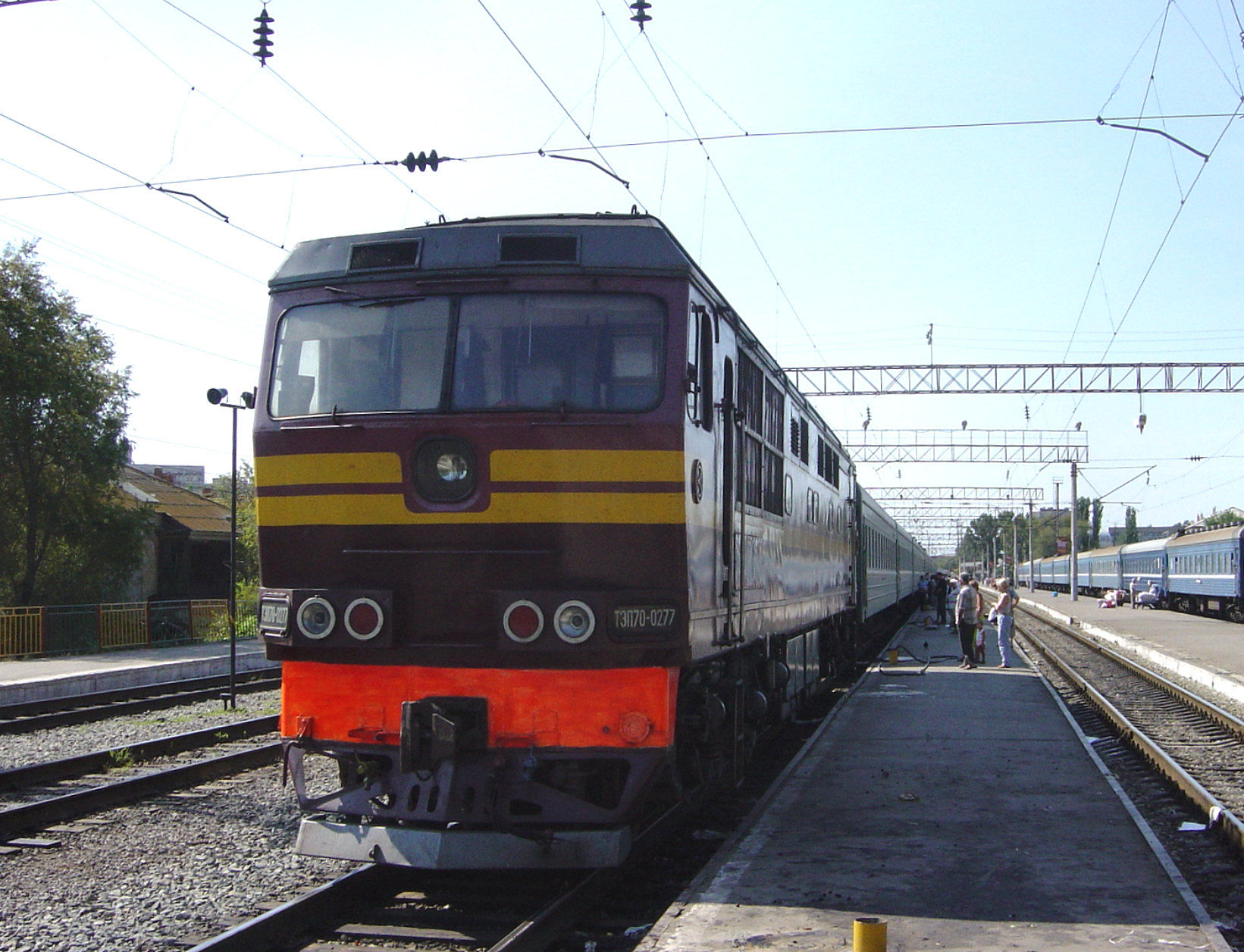
南北回廊のルート分岐点になるロシア・アストラハンにあるアストラハン-1駅

南北回廊 (North-South Corridor) はバルト海沿岸とペルシャ湾沿岸を結ぶ路線である。沿線国はフィンランド、ロシア、アゼルバイジャン、アルメニア、カザフスタン、ウズベキスタン、トルクメニスタン、イラン。北側からは海路や鉄道でヨーロッパ・北アメリカと、南側からは海路や鉄道（南部回廊）で南アジアや東南アジアなどに連絡する。
起点はフィンランドのヘルシンキ、終点はイランのバンダレ・アッバースとされているが、途中の経路は以下の3つがある。

#### カフカスルート

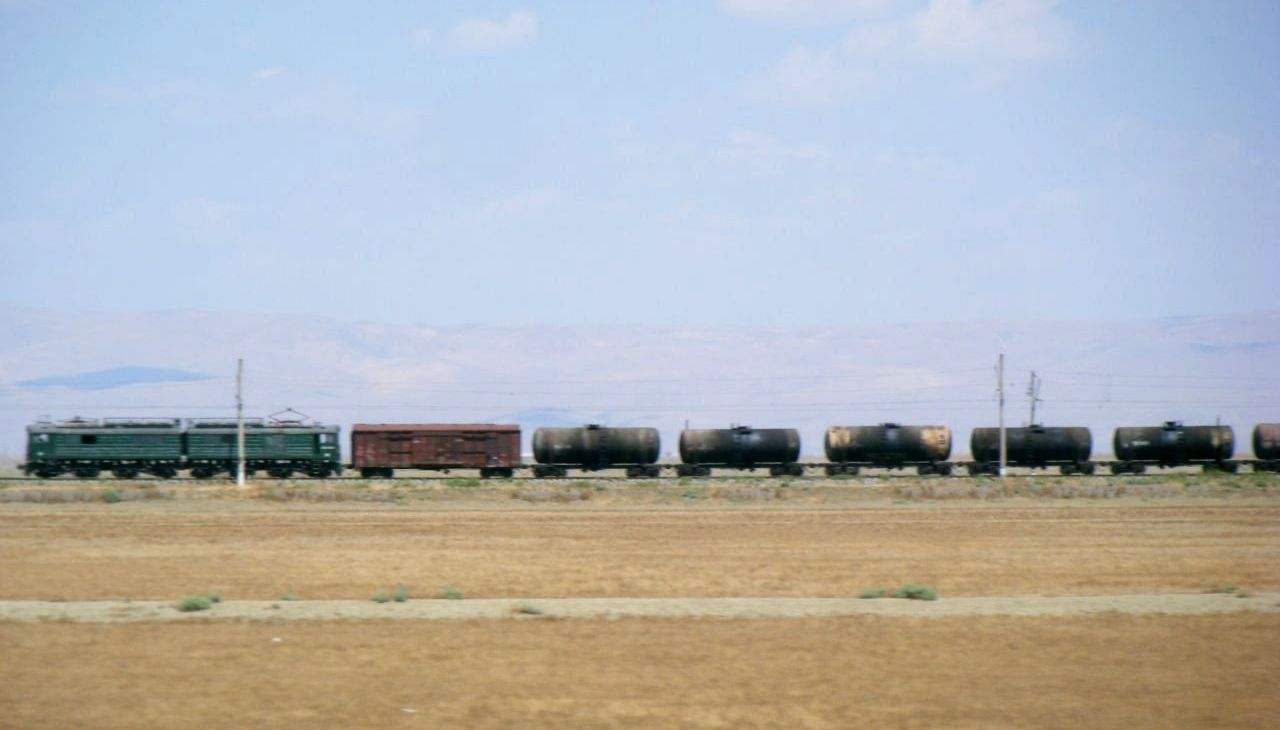
アゼルバイジャンのシャムキル県を走る貨物列車

ヘルシンキからサンクトペテルブルク、モスクワ、ボルゴグラードを経由してカスピ海北岸のアストラハンに至る。ここからカスピ海の西側のカフカース地方へ向かい（以上ロシア）、バクー（アゼルバイジャン）、アルメニア南部、ナヒチェヴァン自治共和国（アゼルバイジャンの飛び地）を通ってイランに入り、テヘランを経由してバンダレ・アッバースに至る。総延長は6,501 km。
全線開業済みで、3,046 km(47%)が複線化、2,360 km(36%)が電化されている。アゼルバイジャン領を2回通るため国境は5か所あり、アゼルバイジャン・イラン国境で軌間が変わる。
なお、アゼルバイジャンのOsmanly-Novayaで現路線と分岐し、カスピ海西岸のアスタラを通ってイランのガズヴィーンで再び現路線に合流する案もある。アスタラ - ガズヴィーン間366 kmが未開通であるが、開通すれば541 kmの短縮となるほか、国境通過回数を3回減らすことができる。

#### 中央アジアルート

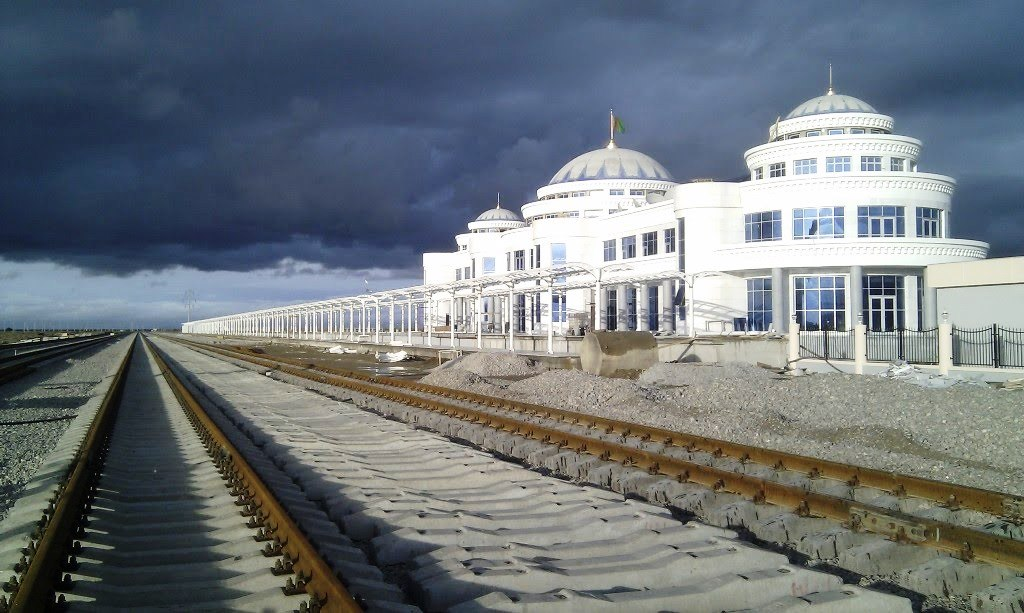
カスピ海横断鉄道と交差するトルクメニスタンのベレケト駅

アストラハンのやや北に位置するアクサライスカヤ駅でカフカスルートから分かれ（以上ロシア）、カザフスタン、ウズベキスタン、トルクメニスタンを通ってテヘランでカフカスルートに合流しバンダレ・アッバースに至る。途中ウズベキスタン・トルクメニスタン国境地帯のアムダリヤ川に沿うルートと、ウズベキスタン領の内側を通るルートの2通りがある。総延長は前者の場合7,549 km、後者の場合7,885 km。
なお、イラン領内でテヘランを経由せずマシュハド-バーフグ間に新線を建設する案もあり、実現すれば約1,000 kmの短縮となる。また中央アジアでも何か所かで現ルートより西側に短絡線を設ける案がある。
全線開通済みで、両ルートとも約20%が複線化、約30%が電化されている。国境は、アムダリヤ川沿いの場合7箇所（ウズベキスタン・トルクメニスタンを2回ずつ通るため）、後者ウズベキスタン領内側経由の場合5箇所あり、トルクメニスタンとイランの国境で軌間が変わる。

#### カスピ海ルート
アストラハン（ロシア）からイランのカスピ海岸の港まで鉄道連絡船で渡り、テヘランで他のルートと合流する。ただし、イランの港はいずれも鉄道で結ばれていないので、210 kmから250 kmの新線を建設するか道路で連絡することになる。

## 試運転
ESCAPでは2003年から2004年にかけて主に北部回廊で以下のようなコンテナ列車の試運転を行なった。試運転の目的は横断鉄道の問題点の洗い出しや各国の鉄道事業者同士の協調のほか、荷主に対するデモンストレーションも含んでいる。
- 2003年11月
  - 区間 : 天津(中国) - ウランバートル(モンゴル)
  - 距離 : 1,691 km
  - 所要時間 : 3日3.5時間
- 2004年4月
  - 区間 : 連雲港(中国) - アルマトイ(カザフスタン)
  - 距離 : 5,020 km
  - 所要時間 : 7日6時間
- 2004年6月
  - 区間 : ブレスト(ベラルーシ) - ウランバートル(モンゴル)
  - 距離 : 7,180 km
  - 所要時間 : 8日21時間
- 2004年7月
  - 区間 : ナホトカ(ロシア) - マワシェビチェ(ポーランド)
  - 距離 : 10,335 km
  - 所要時間 : 12日8時間